# 花子 (大象)

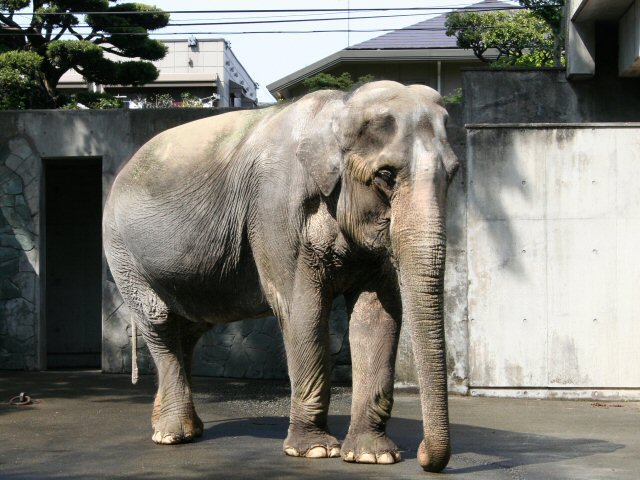
2006年4月28日的花子

花子（日语：はな子，1947年—2016年5月26日），日本東京都武藏野市井之頭自然文化園飼育的一頭亞洲象。在第二次世界大戰結束後開始飼養，一直到2016年過世為止，享年69歲，是日本以人工飼育的大象中最長壽者。

## 生平
1947年，小母象花子在泰國誕生。1949年，在她2歲半時，由泰國富商買下，捐贈給日本，作為和平的象徵。8月22日，由泰國出發，搭船至日本。9月2日，抵達神戶港。9月4日，運達恩賜上野動物園。在第二次世界大戰晚期，美軍空襲日本本土，動物園擔心動物逃出去傷害民眾，處決了多隻大型動物。上野動物園飼養的三隻大象，因為體型很大，難以處決，遭到餓死。日本民眾多數希望將她命名為花子，她因此繼承了當初餓死三隻大象其中之一的名字。9月25日，花子公開展覽，3個月間有百萬人進入參觀。
1950年開始，花子以移動動物園方式在日本各地展覽，成為著名的動物明星。
1954年，井之頭自然文化園成立；因為上野動物園已經飼養三隻大象，地方太小，決定送花子到井之頭動物園去。大象是群居動物，面對環境的突然改變，花子被迫獨居，變得神經質，不信任人類，體重快速下降。1956年，有名醉漢誤入獸欄，遭花子踩踏死亡。1960年，再度發生意外，一名飼育員遭到花子踏殺。井之頭動物園以鐵練綁住花子四肢，花子也被日本社會稱為「殺人象」，遊客會向她投擲石頭。在意外發生兩個月後，飼育員山川清藏到任，他解開鐵鍊，細心照顧花子，使花子再度信任人類。在山川清藏照顧她八年之後，花子的體重終於回到正常。
1983年，因為長年壓力，花子提前老化，牙齒全部掉光。山川清藏用各種方式切碎食物，方便花子進食。1989年，山川清藏退休，以約聘方式又多留了一年，照顧花子。1990年，山川清藏被診斷出癌症，離開了井之頭動物園，結束他30年照顧花子的生活，1995年因癌症過世。
在山川清藏離開動物園後，花子再度變得不信任人類。1996年，山川清藏之子山川宏治調到井之頭動物園，照顧花子；他獲得花子的信任，動物園遊客可以近距離接觸花子，使花子再度成為動物明星。2004年，山川宏治調回多摩動物園。2006年，山川宏治出版《父親深愛的大象花子》（父が愛したゾウのはな子），在書中，花子被稱為「全世界最棘手的大象」。
在更換飼育員後，花子再度變得情緒不穩定，曾用鼻子絆倒飼育員，以及把女獸醫抛飛出去。因為這些事故，2011年，動物園方決定採間接飼育，在閘門外餵食，也不讓花子外出活動，或是讓人進入她的獸欄。因為缺少人類陪伴，花子變得更孤僻。2013年，花子超過65歲，成為日本史上年紀最大的人工飼育大象。
2015年，加拿大部落客在部落格上記錄花子孤獨被關在水泥獸欄的樣子，引起國際社會關注。英國媒體稱花子是全世界最孤獨的大象。有45萬人連署，要求將花子送到國外大象保護區，過完下半生。動物園方解釋，花子因年紀太大，難以送出國，日本對外承諾將改善她的生活環境。
2016年5月26日，花子過世，享年69歲。解剖死因為呼吸困難。遺體送給国立科学博物馆。

## 外部連結
- 林翠儀〈大象花子與山川清藏〉 （页面存档备份，存于）